# 邦納縣
邦納縣（英語：Bonner County）是美國愛達荷州北部的一個縣。西鄰華盛頓州，東鄰蒙大拿州。面積4,972平方公里。根據美國2000年人口普查，共有人口36,835人（2005年估計為40,908人）。縣治桑德波因特（Sandpoint）。
成立於1907年2月21日。縣名紀念一名渡輪經營者Edwin L. Bonner。